# Mochales
Mochales és un municipi de la província de Guadalajara, a la comunitat autònoma de Castella-La Manxa.
La localitat se troba situada a la vora del riu Mesa.
Al desembre de 2022 va arribar la nova alcaldessa M.ª Milagrosa Gutiérrez Cabezudo.

## Demografia
| 1991 | 1996 | 2001 | 2004 |
| ---- | ---- | ---- | ---- |
| 154  | 127  | 102  | 90   |